# Jorge Pailós
Jorge Iván Pailós  (Montevideo, Uruguay, 3 de octubre de 1981) es un futbolista uruguayo que juega como delantero, actualmente en el Wanderers de Santa Lucía de la Primera División de La liga departamental de Canelones (OFI).

## Clubes
| Club                 | País       | Año               |
| -------------------- | ---------- | ----------------- |
| Fénix                | Uruguay    | 2001              |
| Tanque Sisley        | Uruguay    | 2002              |
| Sud América          | Uruguay    | 2003 - 2005       |
| Eibar                | España     | 2006              |
| Juventud Las Piedras | Uruguay    | 2006 - 2010       |
| Deportivo Malacateco | Guatemala  | 2010              |
| Plaza Colonia        | Uruguay    | 2010 - 2011       |
| Cerrito              | Uruguay    | 2011              |
| Central Córdoba      | Argentina  | 2012              |
| Cartaginés           | Costa Rica | 2012 - 2013       |
| Huracán FC           | Uruguay    | 2013 - 2014       |
| Wanderers AC         | Uruguay    | 2014 - Actualidad |